# Gran Premio di Spagna 2017
Il Gran Premio di Spagna 2017 è stata la quinta prova della stagione 2017 del campionato mondiale di Formula 1. Corsa domenica 14 maggio 2017 sul circuito di Catalogna a Montmeló, è stata vinta dal britannico Lewis Hamilton su Mercedes, al suo cinquantacinquesimo successo nel mondiale. Hamilton ha preceduto sul traguardo il tedesco Sebastian Vettel su Ferrari e l'australiano Daniel Ricciardo su Red Bull Racing-TAG Heuer.

## Vigilia

### Aspetti tecnici
La Pirelli, fornitrice unica degli pneumatici, annuncia che, per il Gran Premio, fornirà coperture di mescola morbida, media e dura. Ancora per questo gran premio la casa milanese stabilisce anche il numero di set, per diverso tipo di mescola, da fornire a ciascun pilota.
La Federazione Internazionale dell'Automobile stabilisce, per questa gara, due zone di attivazione del Drag Reduction System: la prima lungo il rettilineo principale, con punto per la determinazione del distacco fra piloti posto prima dell'ultima curva, mentre la seconda zona è indicata tra la curva 9 (Campsa) e la curva 10 (La Caixa), con detection point fissato prima della curva 9.
La Mercedes decide di montare la seconda power unit della stagione su entrambe le vetture; la stessa scelta è fatta dalla Ferrari, per la vettura di Sebastian Vettel. La vettura tedesca presente anche un nuovo pacchetto aerodinamico e un peso inferiore di 5 Kg rispetto alla versione utilizzata nei primi quattro gran premi.

### Aspetti sportivi
Da questa gara la FIA impone ai costruttori di porre dei numeri più grandi sulle vetture (alti almeno 230 mm), nonché i cognomi dei piloti, o le loro sigle, (alti almeno 150 mm), posizionati sul retro della vettura. Il pilota danese Tom Kristensen è nominato commissario aggiunto da parte della FIA. Il danese aveva già svolto tale funzione nell'edizione 2012.
Romain Grosjean, pilota della Haas, sostituisce Jenson Button, quale direttore della Grand Prix Drivers' Association, l'associazione che cura gli interessi dei piloti di F1. Il presidente resta Alexander Wurz.
L'ex pilota austriaco, Patrick Friesacher, testa la vettura biposto di Formula 1; un giro con questa vettura è messo in palio dagli organizzatori della Liberty Media a favore di uno spettatore. Assieme all'austriaco, viene coinvolto anche un altro ex pilota, l'ungherese Zsolt Baumgartner. La Haas nomina il pilota indiano Arjun Maini, impegnato nella GP3 Series quale pilota di sviluppo. Affianca, nel compito, il confermato Santino Ferrucci.
Come nel precedente Gran Premio di Russia, Sergej Sirotkin ha sostituito uno dei due piloti titolari (in questo caso Jolyon Palmer), nelle prime libere del venerdì, alla Renault.

## Prove

### Resoconto
La prima sessione delle libere è dominata dalla Mercedes, che monopolizza i primi due posti della classifica. Lewis Hamilton precede il compagno di scuderia Valtteri Bottas di soli 29 millesimi, mentre Kimi Räikkönen, chiude terzo, staccato di un secondo dal britannico. Il finlandese della Ferrari è stato penalizzato da un errore di guida nel suo giro migliore, e poi dalla presenza di traffico in pista, mentre l'altro ferrarista, Sebastian Vettel, ha potuto compiere solo cinque giri, prima di dovere fermare, la vettura al termine della corsia dei box, per un problema tecnico a una ruota posteriore. Rientrato in pista, dopo una lunga sosta, il tedesco ha chiuso a un decimo di distanza dal terzo tempo.
Anche Daniel Ricciardo ha perduto parte della sessione, per la necessità di sostituire l'alettone posteriore. Chi, invece, non ha potuto effettuare un solo giro cronometrato, è stato Fernando Alonso, nuovamente bloccato da un problema alla power unit. Kevin Magnussen, invece, non ha potuto completare la sessione, essendo terminato con la sua Haas, in una via di fuga.
Nella seconda sessione del venerdì la classifica è rimasta intatta, con le due Ferrari a inseguire Hamilton, ancora il più veloce, e Bottas. In questa sessione, però, la distanza si è notevolmente accorciata: Kimi Räikkönen, infatti, è distanziato di tre decimi dal tempo di Hamilton. In questa sessione sono state testate anche le gomme soft, che verranno utilizzate per la qualifica: le Ferrari riescono, a differenza delle vetture tedesche, a mandare in temperatura gli pneumatici dopo un solo giro di lancio, contro i due della Mercedes. Nel corso della sessione sia Valtteri Bottas che Sebastian Vettel sono stati autori di uscite di pista, che però non hanno comportato danni.
Fernando Alonso ha potuto effettuare solo una parte della sessione, a causa del tempo necessario per la sostituzione del motore, mentre Daniil Kvjat ha rotto il fondo della sua Toro Rosso. La sessione, caratterizzata da forte vento, è stata anche interrotta con la bandiera rossa, per permettere la rimozione di alcuni pezzi di carbonio persi prima della chicane.
Al termine della seconda sessione di prove la FIA decide di aumentare il tratto di rettilineo nel quale i piloti potranno azionare il DRS: ora, tale tratto, è allungato di 100 metri. Ciò è stabilito al fine di incrementare le possibilità di sorpasso.
Al sabato la situazione si ribalta. Le due vettura italiane sopravanzano le due vetture tedesche; Kimi Räikkönen precede Sebastian Vettel di due decimi, mentre Hamilton è a 381 millesimi. Bottas chiude con il quarto tempo, staccato di oltre sei decimi dal connazionale. Bottas ha potuto effettuare solo gli ultimissimi minuti della sessione, in quanto sulla sua monoposto è stato sostituito il motore. Anche Vettel ha montato un nuovo motore, il secondo della stagione.

### Risultati
Nella prima sessione del venerdì si è avuta questa situazione:
| Pos | Nº | Pilota          | Costruttore | Tempo    | Gap    | Giri |
| --- | -- | --------------- | ----------- | -------- | ------ | ---- |
| 1   | 44 | Lewis Hamilton  | Mercedes    | 1'21"521 |        | 28   |
| 2   | 77 | Valtteri Bottas | Mercedes    | 1'21"550 | +0"029 | 30   |
| 3   | 7  | Kimi Räikkönen  | Ferrari     | 1'22"456 | +0"935 | 24   |

Nella seconda sessione del venerdì si è avuta questa situazione:
| Pos | Nº | Pilota          | Costruttore | Tempo    | Gap    | Giri |
| --- | -- | --------------- | ----------- | -------- | ------ | ---- |
| 1   | 44 | Lewis Hamilton  | Mercedes    | 1'20"802 |        | 39   |
| 2   | 77 | Valtteri Bottas | Mercedes    | 1'20"892 | +0"090 | 38   |
| 3   | 7  | Kimi Räikkönen  | Ferrari     | 1'21"112 | +0"310 | 34   |

Nella sessione del sabato mattina si è avuta questa situazione:
| Pos | Nº | Pilota           | Costruttore | Tempo    | Gap    | Giri |
| --- | -- | ---------------- | ----------- | -------- | ------ | ---- |
| 1   | 7  | Kimi Räikkönen   | Ferrari     | 1'20"214 |        | 20   |
| 2   | 5  | Sebastian Vettel | Ferrari     | 1'20"456 | +0"242 | 7    |
| 3   | 44 | Lewis Hamilton   | Mercedes    | 1'20"595 | +0"381 | 12   |

## Qualifiche

### Resoconto
All'inizio delle qualifiche, la Ferrari chiede a Sebastian Vettel di riportare ai box la sua monoposto, per problemi tecnici, mentre vengono subito esposte le bandiere gialle, per un testacoda di Romain Grosjean, alla chicane. Il tedesco della Ferrari prosegue invece nelle sue prove, facendo segnare subito un tempo di riferimento, battuto solo da Lewis Hamilton. Tra i piloti migliori, l'unico che continua a girare, pur avendo un tempo sufficiente per la qualificazione alla fase seguente, è Kimi Räikkönen, che riesce a scalare fino alla seconda posizione.
La lotta tra i piloti delle altre scuderie è serrata; vengono eliminati Marcus Ericsson, Jolyon Palmer, Lance Stroll, Stoffel Vandoorne e Daniil Kvjat.
Nella seconda fase Valtteri Bottas viene penalizzato, nel suo primo tentativo, da un errore in frenata; il finnico si rifà con il secondo giro veloce, ponendosi alle spalle del compagno di scuderia, Hamilton. Dietro alle due Mercedes e alle due Ferrari si confermano ancora le due Red Bull Racing, staccate però di mezzo secondo dal miglior tempo. Altri 5 decimi, invece, separano i tempi dal settimo al quattordicesimo posto. Negli ultimi istanti della sessione Grosjean rientra ai box, non riuscendo a migliorarsi, dopo un errore alla chicane. Oltre al francese vengono eliminati i due piloti della Haas, Carlos Sainz Jr., Nicolas Hülkenberg e Pascal Wehrlein.
Nella fase decisiva Lewis Hamilton precede i finlandesi Valtteri Bottas e Kimi Räikkönen, mentre Sebastian Vettel è quarto. I distacchi però sono minimi tra questi piloti. Degli altri sei piloti solo le due Red Bull sono in pista, con Verstappen davanti a Ricciardo. Nell'ultimo tentativo Bottas sembra potere impensierire Hamilton, ma sbaglia nell'ultimo settore. Il britannico non si migliora, ma resta primo, mentre scala al secondo posto Vettel.
Per Hamilton è la sessantaquattresima pole position della carriera, nel mondiale di F1. Dopo le qualifiche, vengono sostituite diverse componenti sulla McLaren di Stoffel Vandoorne; per tale ragione il pilota belga è penalizzato di 10 posizioni, teoriche, sulla griglia di partenza, ove si ritrova ventesimo, e ultimo.
La Pirelli decide di ridurre il livello delle pressioni degli pneumatici, imposte alle scuderie. La casa italiana abbassa di 0,5 psi la pressione delle gomme anteriori e 1,5 psi quella delle posteriori, e ciò a seguito delle informazioni giunte dai team, in merito alla downforce, che risultava diversa da quanto calcolato durante i test invernali.

### Risultati
Nella sessione di qualifica si è avuta questa situazione:
| Pos                         | Nº | Pilota             | Costruttore               | Q1       | Q2       | Q3       | Griglia |
| --------------------------- | -- | ------------------ | ------------------------- | -------- | -------- | -------- | ------- |
| 1                           | 44 | Lewis Hamilton     | Mercedes                  | 1'20"511 | 1'20"210 | 1'19"149 | 1       |
| 2                           | 5  | Sebastian Vettel   | Ferrari                   | 1'20"939 | 1'20"295 | 1'19"200 | 2       |
| 3                           | 77 | Valtteri Bottas    | Mercedes                  | 1'20"991 | 1'20"300 | 1'19"373 | 3       |
| 4                           | 7  | Kimi Räikkönen     | Ferrari                   | 1'20"742 | 1'20"621 | 1'19"439 | 4       |
| 5                           | 33 | Max Verstappen     | Red Bull Racing-TAG Heuer | 1'21"430 | 1'20"722 | 1'19"706 | 5       |
| 6                           | 3  | Daniel Ricciardo   | Red Bull Racing-TAG Heuer | 1'21"704 | 1'20"855 | 1'20"175 | 6       |
| 7                           | 14 | Fernando Alonso    | McLaren-Honda             | 1'22"015 | 1'21"251 | 1'21"048 | 7       |
| 8                           | 11 | Sergio Pérez       | Force India-Mercedes      | 1'21"998 | 1'21"239 | 1'21"070 | 8       |
| 9                           | 19 | Felipe Massa       | Williams-Mercedes         | 1'22"138 | 1'21"222 | 1'21"232 | 9       |
| 10                          | 31 | Esteban Ocon       | Force India-Mercedes      | 1'21"901 | 1'21"148 | 1'21"272 | 10      |
| 11                          | 20 | Kevin Magnussen    | Haas-Ferrari              | 1'21"945 | 1'21"329 | N.D.     | 11      |
| 12                          | 55 | Carlos Sainz Jr.   | Toro Rosso                | 1'21"941 | 1'21"371 | N.D.     | 12      |
| 13                          | 27 | Nicolas Hülkenberg | Renault                   | 1'22"091 | 1'21"397 | N.D.     | 13      |
| 14                          | 8  | Romain Grosjean    | Haas-Ferrari              | 1'21"822 | 1'21"517 | N.D.     | 14      |
| 15                          | 94 | Pascal Wehrlein    | Sauber-Ferrari            | 1'22"327 | 1'21"803 | N.D.     | 15      |
| 16                          | 9  | Marcus Ericsson    | Sauber-Ferrari            | 1'22"332 | N.D.     | N.D.     | 16      |
| 17                          | 30 | Jolyon Palmer      | Renault                   | 1'22"401 | N.D.     | N.D.     | 17      |
| 18                          | 18 | Lance Stroll       | Williams-Mercedes         | 1'22"411 | N.D.     | N.D.     | 18      |
| 19                          | 2  | Stoffel Vandoorne  | McLaren-Honda             | 1'22"532 | N.D.     | N.D.     | 20      |
| 20                          | 26 | Daniil Kvjat       | Toro Rosso                | 1'22"746 | N.D.     | N.D.     | 19      |
| Tempo limite 107%: 1'26"147 |    |                    |                           |          |          |          |         |

In grassetto sono indicate le migliori prestazioni in Q1, Q2 e Q3.

## Gara

### Resoconto
Al via Sebastian Vettel scatta meglio di Lewis Hamilton, prendendo il comando della gara: il britannico è secondo, mentre Valtteri Bottas tocca Kimi Räikkönen, che termina contro Max Verstappen; gli ultimi due piloti sono costretti al ritiro. Nelle retrovie vi è un contatto anche tra Fernando Alonso e Felipe Massa, ma entrambi possono proseguire la gara.
Dietro ai primi tre si insedia Daniel Ricciardo, seguito dalle due Force India, da Nico Hülkenberg e Kevin Magnussen.
Al tredicesimo giro vanno ai box sia Magnussen, che Carlos Sainz Jr., che lo segue in classifica. All'uscita dalla corsia dei box i due sfiorano la collisione, con lo spagnolo che pone metà vettura sull'erba. Un giro dopo effettua la sua prima sosta Vettel, che prosegue con gomme soft. Il tedesco rientra in pista quarto, ma passa subito Ricciardo, ponendosi così all'inseguimento delle due Mercedes.
Al giro 22 Hamilton, alla sua prima sosta, opta per gomme medie; al comando si trova Bottas, che resiste fino al venticinquesimo giro, quando viene passato, da Vettel, al termine del lungo rettifilo dei box. Un giro dopo il finlandese è passato anche dal compagno di team, Hamilton.
Al trentaquattresimo giro Felipe Massa affianca, alla prima curva Stoffel Vandoorne; il belga non si avvede del brasiliano e ne colpisce la vettura. La monoposto di Vandoorne termina nella via di fuga, costringendo la direzione di gara a introdurre la Virtual Safety Car. Hamilton approfitta della situazione per effettuare il secondo cambio gomme, passando nuovamente all'utilizzo delle coperture soft. Un giro dopo tocca anche a Sebastian Vettel, che invece è costretto, per regolamento, a montare gomme medie. All'uscita dai box i due sfiorano la collisione, con il tedesco che mantiene la prima posizione.
Al trentanovesimo passaggio si ritira Bottas, per un guasto al motore. Daniel Ricciardo scala terzo, anche staccato dai primi due. La lotta tra Vettel e Hamilton è serrata, con il tedesco, sfavorito da gomme meno veloci, che resiste fino al quarantatreesimo giro.
Negli ultimi giri Sebastian Vettel tenta di avvicinarsi a Hamilton, che monta gome soft, quindi con una possibilità di degrado più forte. La distanza però resta incolmabile, e Lewis Hamilton vince per la cinquantacinquesima volta nel mondiale. Il britannico ottiene anche il giro più veloce, completando così il suo dodicesimo hat trick, ovvero pole position, vittoria e gpv.

### Risultati
I risultati del Gran Premio sono i seguenti:
| Pos | Nº | Pilota             | Costruttore               | Giri | Tempo/Ritiro                           | Griglia | Punti |
| --- | -- | ------------------ | ------------------------- | ---- | -------------------------------------- | ------- | ----- |
| 1   | 44 | Lewis Hamilton     | Mercedes                  | 66   | 1h35'56"497                            | 1       | 25    |
| 2   | 5  | Sebastian Vettel   | Ferrari                   | 66   | +3"490                                 | 2       | 18    |
| 3   | 3  | Daniel Ricciardo   | Red Bull Racing-TAG Heuer | 66   | +1'15"820                              | 6       | 15    |
| 4   | 11 | Sergio Pérez       | Force India-Mercedes      | 65   | +1 giro                                | 8       | 12    |
| 5   | 31 | Esteban Ocon       | Force India-Mercedes      | 65   | +1 giro                                | 10      | 10    |
| 6   | 27 | Nicolas Hülkenberg | Renault                   | 65   | +1 giro                                | 13      | 8     |
| 7   | 55 | Carlos Sainz Jr.   | Toro Rosso                | 65   | +1 giro                                | 12      | 6     |
| 8   | 94 | Pascal Wehrlein    | Sauber-Ferrari            | 65   | +1 giro                                | 15      | 4     |
| 9   | 26 | Daniil Kvjat       | Toro Rosso                | 65   | +1 giro                                | 19      | 2     |
| 10  | 8  | Romain Grosjean    | Haas-Ferrari              | 65   | +1 giro                                | 14      | 1     |
| 11  | 9  | Marcus Ericsson    | Sauber-Ferrari            | 64   | +2 giri                                | 16      |       |
| 12  | 14 | Fernando Alonso    | McLaren-Honda             | 64   | +2 giri                                | 7       |       |
| 13  | 19 | Felipe Massa       | Williams-Mercedes         | 64   | +2 giri                                | 9       |       |
| 14  | 20 | Kevin Magnussen    | Haas-Ferrari              | 64   | +2 giri                                | 11      |       |
| 15  | 30 | Jolyon Palmer      | Renault                   | 64   | +2 giri                                | 17      |       |
| 16  | 18 | Lance Stroll       | Williams-Mercedes         | 64   | +2 giri                                | 18      |       |
| Rit | 77 | Valtteri Bottas    | Mercedes                  | 38   | Motore                                 | 3       |       |
| Rit | 2  | Stoffel Vandoorne  | McLaren-Honda             | 32   | Collisione con F.Massa                 | 20      |       |
| Rit | 33 | Max Verstappen     | Red Bull Racing-TAG Heuer | 1    | Collisione con K.Räikkönen e V.Bottas  | 5       |       |
| Rit | 7  | Kimi Räikkönen     | Ferrari                   | 0    | Collisione con M.Verstappen e V.Bottas | 4       |       |

## Classifiche mondiali

### Piloti
| Pos | Pilota             | Punti |
| --- | ------------------ | ----- |
| 1   | Sebastian Vettel   | 104   |
| 2   | Lewis Hamilton     | 98    |
| 3   | Valtteri Bottas    | 63    |
| 4   | Kimi Räikkönen     | 49    |
| 5   | Daniel Ricciardo   | 37    |
| 6   | Max Verstappen     | 35    |
| 7   | Sergio Pérez       | 34    |
| 8   | Esteban Ocon       | 19    |
| 9   | Felipe Massa       | 18    |
| 10  | Carlos Sainz Jr.   | 17    |
| 11  | Nicolas Hülkenberg | 14    |
| 12  | Romain Grosjean    | 5     |
| 13  | Pascal Wehrlein    | 4     |
| 14  | Kevin Magnussen    | 4     |
| 15  | Daniil Kvjat       | 4     |

### Costruttori
| Pos | Costruttore          | Punti |
| --- | -------------------- | ----- |
| 1   | Mercedes             | 161   |
| 2   | Ferrari              | 153   |
| 3   | Red Bull-TAG Heuer   | 72    |
| 4   | Force India-Mercedes | 53    |
| 5   | Toro Rosso           | 21    |
| 6   | Williams-Mercedes    | 18    |
| 7   | Renault              | 14    |
| 8   | Haas-Ferrari         | 9     |
| 9   | Sauber-Ferrari       | 4     |

## Decisioni della FIA
Al termine della gara il pilota della McLaren Stoffel Vandoorne viene penalizzato di tre posti in griglia per il successivo Gran Premio di Monaco, a seguito del contatto con Felipe Massa. Al belga viene anche comminata una sottrazione di due punti dalla Superlicenza.
La FIA multa di 25.000 dollari la Force India, in quanto i numeri posizionati sulle monoposto non sono in linea con le misure stabilite dal regolamento. La multa è con la condizionale di un anno.